# Эду (футболист, 1974)
Эдуа́рдо Арау́жо Море́йро (порт. Eduardo Araújo Moreira; род. 19 апреля 1974, Ипаусу), более известный как Эду — бразильский футболист, выступавший на позиции нападающего.
В футбольной школе начал заниматься в 11 лет. Первый тренер — Жиумар Да Сантос.
Выступал за бразильские клубы «Палмейрас (Сан-Паулу)», «Рио-Бранко (Американа)», «Платиненсе (Санту-Антониу-да-Платина)», и мексиканский «Монтеррей».
Летом 1998 года перешёл в «Аланию». Вместе с другим бразильцем Паулу Эмилиу они стали первыми бразильскими легионерами в истории владикавказского клуба.
В 2000 году выступал за клуб «Спартак-Чукотка», летом перешёл в самарские «Крылья Советов». Отыграл за них 13 матчей, забил 1 гол. В межсезонье получил травму и в 2001 году вышел на поле лишь один раз, в 3-м туре на 10 минут. После был отдан в аренду в «Анжи».
В 2003 году уехал играть в Белоруссию, где добился неплохих результатов. В составе «Динамо (Минск)» стал двукратным серебряным призёром белорусского первенства, в сезоне 2005 и сезоне 2006.
Дважды (2004, 2006) включался в список 22 лучших игроков чемпионата, автор 900-го гола минского «Динамо» в чемпионатах Белоруссии (2006). Является самым результативным легионером чемпионата Белоруссии (37 голов). В 2012 году его обошёл Ренан Брессан (39 голов), но сделал это уже будучи игроком национальной сборной Белоруссии.
Завершил карьеру 9 ноября 2008 года. Однако в июле 2011 года подписал контракт с «Сантакрузенсе».